# Leven
Leven is een natuurlijk proces dat plaatsvindt in complexe, georganiseerde dynamische structuren – organismen genaamd. Levende organismen houden hun eigen bestaan in stand door middel van biologische processen, zoals interne regulatie, stofwisseling en voortplanting. Bekende levensvormen zijn planten, dieren, schimmels, algen en bacteriën. De wetenschap die zich bezighoudt met de bestudering van levende wezens en levensverschijnselen heet biologie.
Er zijn veel definities van het concept 'leven' maar er bestaat geen sluitende omschrijving die het onderscheid tussen de levende natuur en de overige werkelijkheid scherp aangeeft, en die bovendien alle bekende organische systemen omvat. De moderne biologie definieert leven voornamelijk door het beschrijven van de verrichtingen die het vertoont: handhaving van het inwendig milieu, stof- en energiewisseling met de omgeving, groei en ontwikkeling, aanpassing aan het milieu, en reactie op stimuli.
Levende wezens hebben zich de loop van de evolutie op Aarde ontwikkeld en gediversifieerd. De mens heeft geprobeerd deze diversiteit onder te brengen in taxonomische systemen. In het verleden gebeurde dit in de eerste plaats door de kenmerken van fossiele en recente soorten te vergelijken. Ook de embryonale ontwikkeling, levenscyclus en geografische verspreiding van levende wezens boden hierbij houvast. Met de opkomst van de moleculaire biologie kon men ook aan de hand van genetische informatie verwantschappen tussen organismen vaststellen en evolutionaire trends traceren, en inschatten wanneer de verschillende verwantschapslijnen uit elkaar zijn gegaan. 
Levende wezens zijn opgebouwd uit biochemische moleculen. Nucleïnezuren als DNA en RNA vormen in alle organismen de basis van erfelijkheid; deze moleculen dragen de instructies voor de aanmaak van eiwitten die op hun beurt ten grondslag liggen aan alle levensprocessen. Volgens de huidige inzichten is het leven minstens 3,5 miljard jaar geleden ontstaan. Hoewel er geen sterke aanwijzingen zijn voor het bestaan van buitenaards leven, is het een actief onderwerp van wetenschappelijk onderzoek.

## Definiëring
Het formuleren van een sluitende definitie van leven is zowel in de wetenschap als de filosofie een moeilijk vraagstuk. Deze moeilijkheid komt ten dele voort uit het feit dat leven geen substantie is, maar een proces – een dynamische staat van zijn. Van een formele definitie wordt verwacht dat deze het onderscheid tussen de levende natuur en de overige werkelijkheid kan benoemen. Noch de natuurwetenschappen, noch de geesteswetenschappen (waaronder de filosofie) zijn echter in staat een bevredigende definitie te bieden waarmee dat wezenlijke onderscheid wordt aangegeven. Buiten de wetenschap en filosofie is 'leven' wel in juridische zin gespecificeerd, in het bijzonder om concepten als dood of ongeboren te omlijnen.

### Biologie
Binnen de biologie zijn de meeste definities van leven beschrijvend van aard. Leven kan in algemene termen omgeschreven worden als een 'organiserend systeem dat zijn bestaan in een gegeven omgeving behoudt en bevordert'. De onderliggende processen die een organisme in leven houden (bijvoorbeeld de omzetting van organische verbindingen), zijn niet intrinsiek anders dan de processen die men aantreft in levenloze natuur. Met andere woorden: er bestaat niet een enkele karakteristieke eigenschap die zowel intrinsiek als uniek is voor leven. Om deze reden wordt er naar criteria gezocht die beschrijven wat een organisme doet en hoe het zich in leven houdt.
Tot de klassieke levensverschijnselen behoren zeven kenmerken:
1. Homeostase: het vermogen van een organisme om het interne milieu constant te houden.
2. Organisatie en structuur: een organisme is opgebouwd uit een of meer cellen. Er is vaak een verband tussen vorm (morfologie, anatomie) en functie (fysiologie).
3. Stofwisseling: de constante energiewisseling met de omgeving. Energierijke organische stoffen worden afgebroken (katabolisme) of omgezet in nieuw organisch materiaal zoals celcomponenten (anabolisme).
4. Groei en ontwikkeling: het proces van toename van grootte en complexiteit.
5. Aanpassing aan de omgeving: organismen die hun lichaam of gedrag beter hebben aangepast aan de omgeving, zijn in staat te overleven of voor nageslacht te zorgen. Dit principe is fundamenteel voor de evolutie van populaties.
6. Prikkelbaarheid: het vermogen te reageren op stimuli, op veranderingen in het uitwendige of inwendige milieu.
7. Voortplanting: een organisme produceert nakomelingen met geërfde eigenschappen en zorgt daarmee voor het voortbestaan van de soort.

Samenvattend: Leven is een open fysicochemisch systeem, dat door middel van uitwisseling van energie en materie met zijn omgeving, en dankzij een inwendig metabolisme, in staat is om zich in stand te houden, te groeien, zich voort te planten en zich aan te passen aan veranderingen in de omgeving, zowel op korte (fysiologische en morfologische adaptatie) als op lange termijn (evolutie).

Enkele eigenschappen van levende wezens
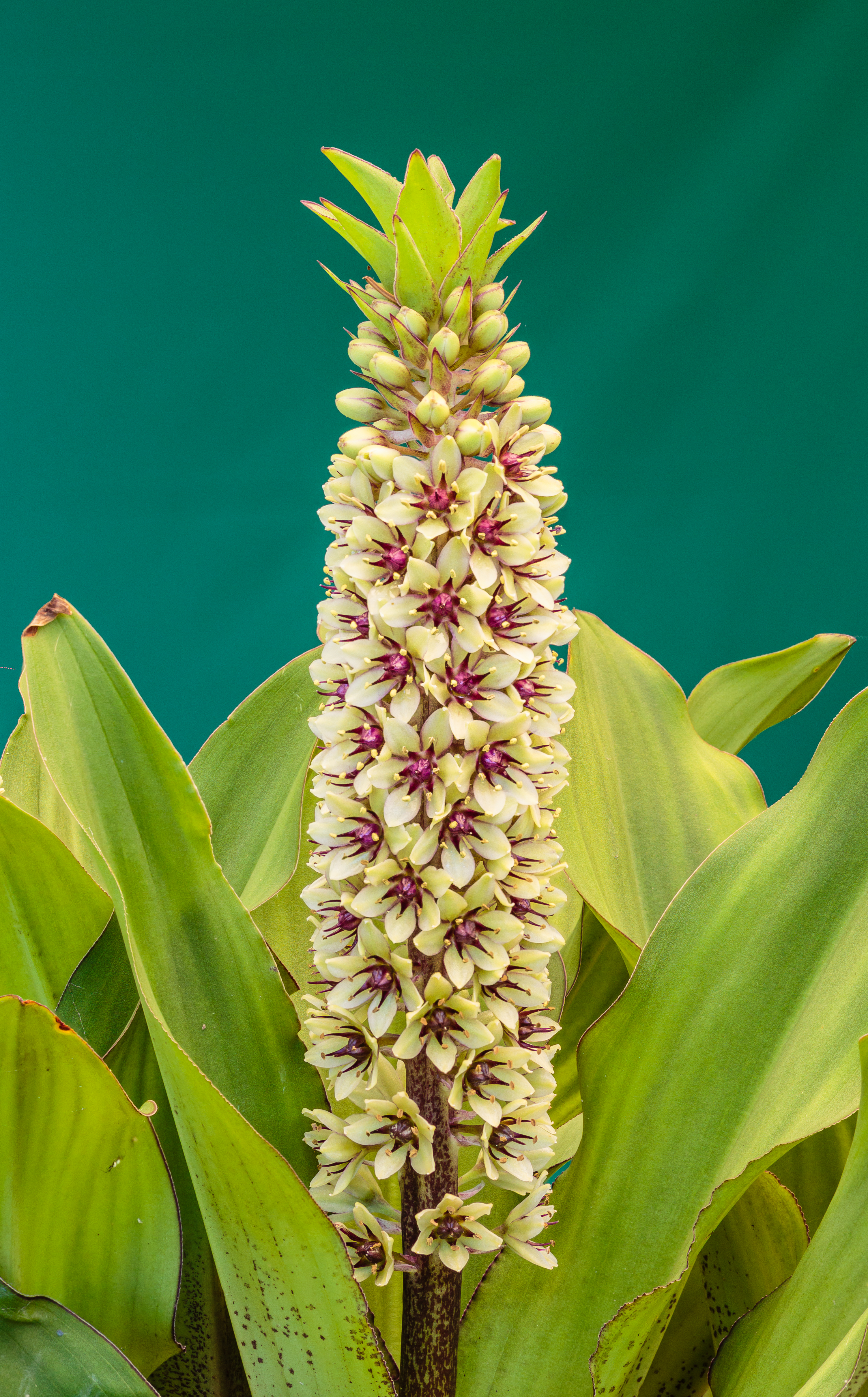
Organisatie. Planten hebben een uitgesproken geordende morfologie
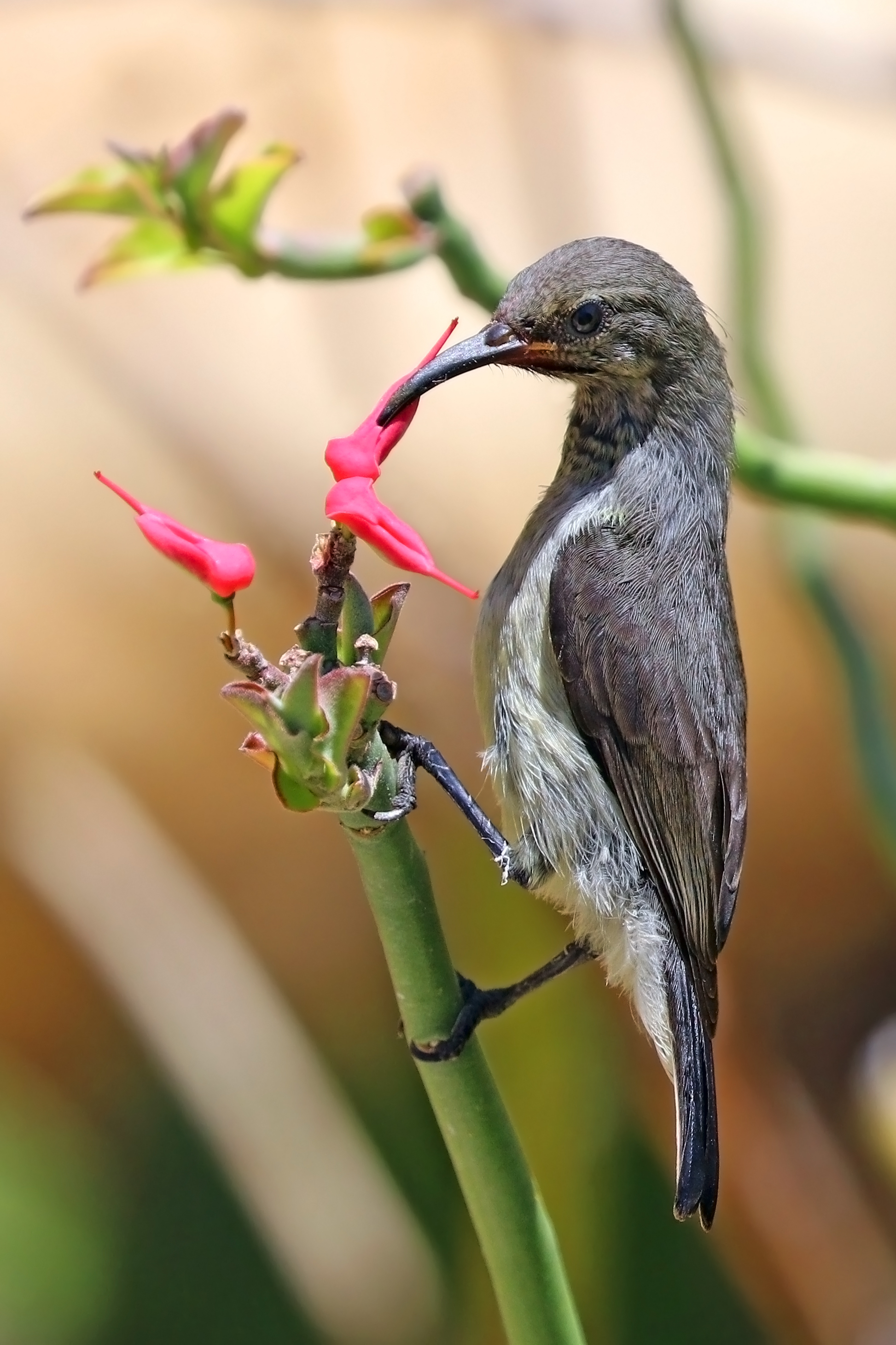
Stofwisseling. Dieren halen hun energie uit organisch materiaal uit hun omgeving
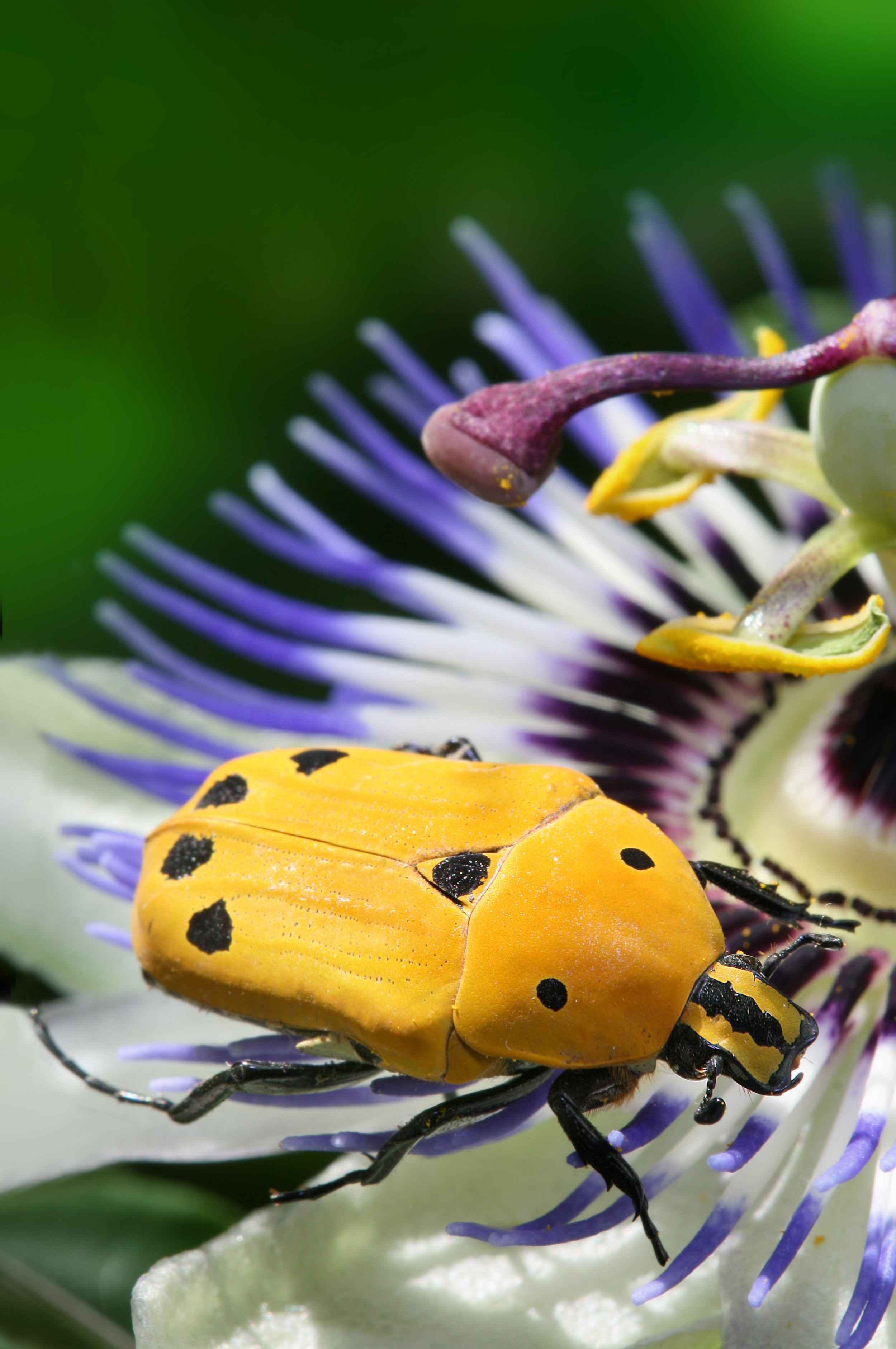
Adaptatie. Gedurende de evolutie passen populaties zich aan aan de omgeving
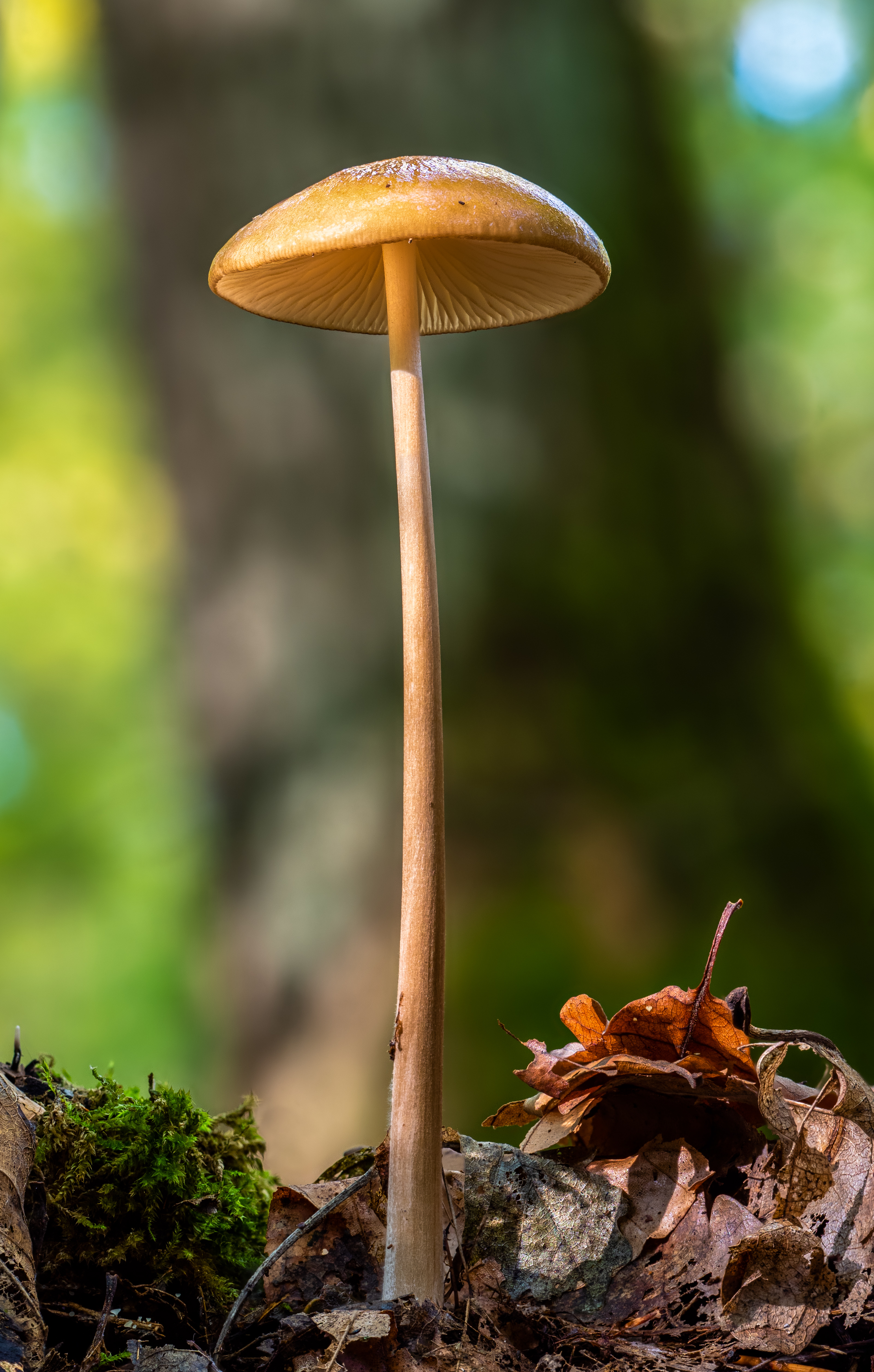
Groei en ontwikkeling. Celdeling, celstrekking en celdifferentiatie laten een organisme groeien
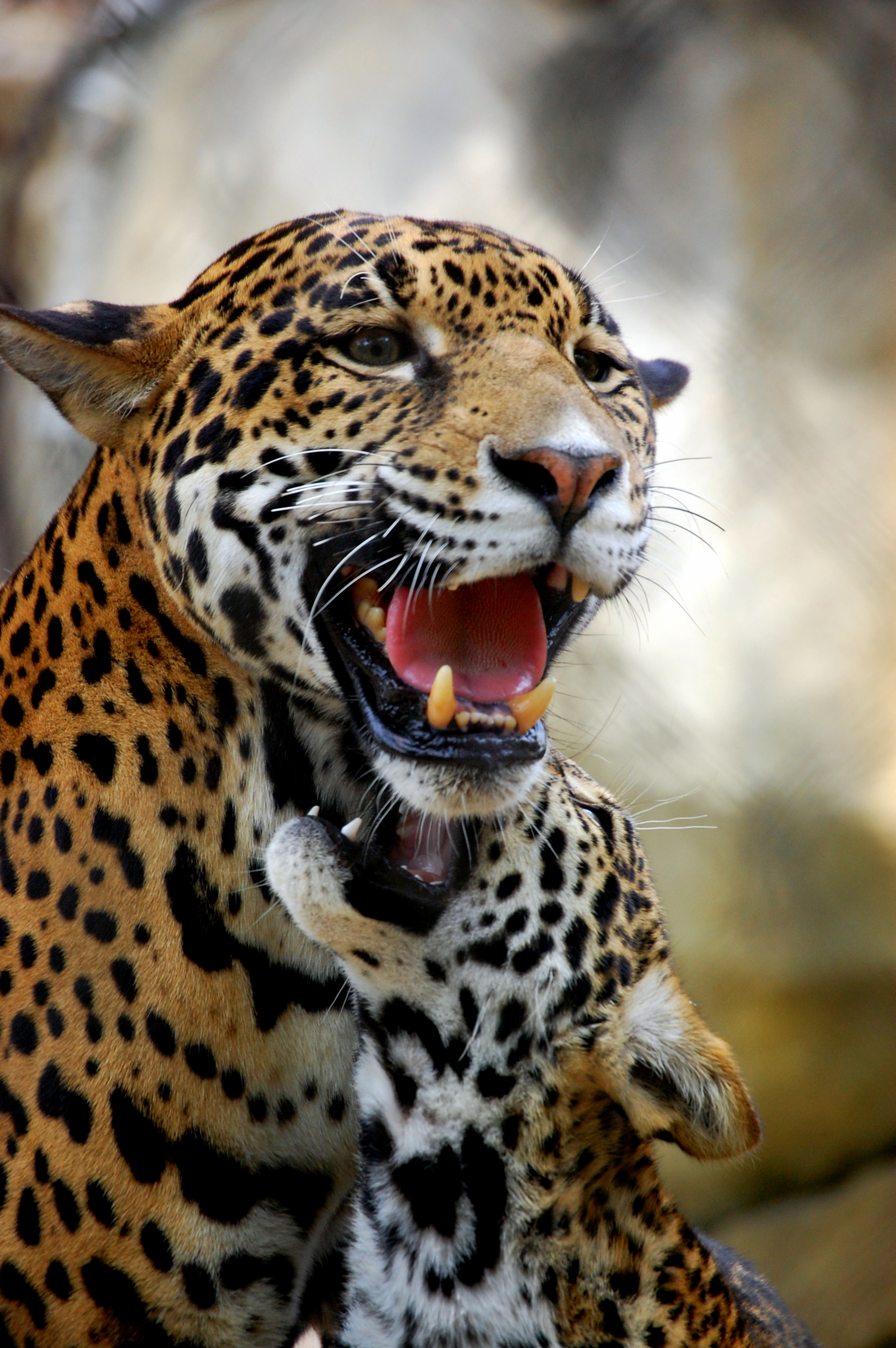
Voortplanting. Organismen krijgen nakomelingen van hun eigen soort

### Natuurkunde
Vanuit een natuurkundig perspectief zijn levende wezens te beschouwen als thermodynamische systemen. De levende cel, het organisme en de biosfeer zijn allen open systemen die energie en materie uitwisselen met hun omgeving. Leven kan in natuurkundige zin gedefinieerd worden door te kijken naar de lokale entropie. Ieder levend wezen handhaaft een lage entropie: er is sprake van een hoge mate van ordening in een minder geordende omgeving. Handhaving van deze geordende toestand is enkel mogelijk door middel van een constante aanvoer van energie. Een deel van de energieoverdrachten behorend bij het metabolisme moet voortdurend worden aangewend om een overgang naar hogere entropie te voorkomen.
Andere definities binnen de natuurkunde zijn gebaseerd op criteria uit de systeemtheorie. Een systeemtheoretisch kenmerk van leven is dat levende wezens zelforganiserend en autopoëtisch (zelfproducerend) zijn. Dit houdt in dat organismen op microniveau hun eigen componenten kunnen aanmaken. Variaties op deze definitie zijn onder meer multi-agentsystemen die zichzelf in stand houden of zichzelf reproduceren, of systemen die ten minste één thermodynamisch kringproces doorlopen.

### Systeemtheorie
Een levend systeem houdt zich in stand via interacties met de omgeving. De systeemtheorie definieert de levende cel als een zelfstandige eenheid die berust op vier hoekstenen: energie, stofwisseling, informatie en vorm. Het systeem kan zijn stofwisseling en energievoorziening reguleren en sturen en bevat minimaal één subsysteem dat als informatiedrager fungeert: het genetisch materiaal. Met behulp van kwantititieve modellering kunnen de stromen van energie en materie worden berekend en voorspeld. Dergelijke modellen zijn onderdeel van de systeembiologie en zijn volgens sommige wetenschappers een betere manier om het leven te verklaren dan reductionistische modellen.

### Virussen

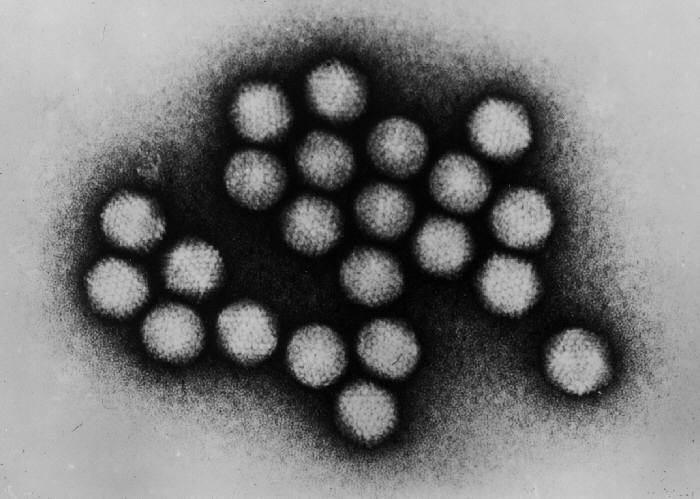
Een aantal adenovirussen onder de elektronenmicroscoop

Er is geen consensus over de vraag of virussen beschouwd moeten worden als levende organismen. Een virus is een uiterst klein (submicroscopisch) deeltje, opgebouwd uit wat genetisch materiaal omgeven door een eiwitmantel. Ze bezitten verschillende eigenschappen die doen denken aan volwaardig leven: virussen hebben genen, vertonen evolutie en kunnen via replicatie vermenigvuldigd worden. Ertegenover staat dat virussen geen eigen metabolisme hebben en bovendien de cellen van andere organismen nodig hebben om zich te repliceren.
Bestudering van virussen heeft licht geworpen op onderzoek naar de oorsprong van het leven. De manier waarop virusdeeltjes zichzelf binnen een gastheercel assembleren tot een nieuw virus is een aanwijzing voor de gedachte dat het leven zou kunnen zijn begonnen als zelfassemblerende organische moleculen.

## Chemische elementen als basis voor het leven op Aarde
DNA is opgebouwd uit de vijf elementen zuurstof, waterstof, koolstof, stikstof en fosfor. Samen met zwavel vormen deze de zes elementen die de basis vormen voor het leven op Aarde. Voor groei en ontwikkeling van de organismen en voor de stofwisseling vindt een uitwisseling van chemische stoffen door ademen, voeden en uitscheiden een proces van afbraak (katabolisme) en opbouw van organisch materiaal zoals celcomponenten (anabolisme) plaats.

## Conceptsgeschiedenis

### Materialisme
De oudste theorieën die het leven als natuurlijk verschijnsel beschreven en verklaarden zijn terug te voeren op de presocratische filosofie. Deze theorieën waren voornamelijk materialistisch van aard: ze stelden dat levende wezens in essentie een complexe vorm of ordening van materie zijn. De filosoof Empedocles (430 v.Chr.) voerde aan dat alles in het universum uit een combinatie van vier eeuwige "elementen" of "wortels van alles" bestaat: aarde, water, lucht en vuur. Elke verandering wordt verklaard door de herschikking van deze vier elementen.
Democritus (460 v.Chr.) ging uit van het principe dat een ziel (psyche) kenmerkend is voor leven. De ziel was volgens hem niet geheel onstoffelijk: ze was opgebouwd uit 'vurige' atomen. In zijn filosofie nam hij vuur als uitgangspunt, onder meer vanwege het schijnbare verband tussen leven en warmte, en omdat vuur groeit en beweegt. Democritus beschouwde alle levensverschijnselen, zelfs het denken, als een natuurlijk gevolg van de fysieke bewegingen van atomen.
Het materialisme kreeg een wederopleving dankzij de Franse filosoof René Descartes, die stelde dat dieren en mensen complexe assemblages waren van onderdelen die samen als een machine functioneerden. De celtheorie uit 1839 wakkerde deze visie verder aan. De evolutietheorie van Charles Darwin (1859) werd een mechanistische verklaring voor het ontstaan van soorten door middel van natuurlijke selectie.

### Spontane generatie
Generatio spontanea is de overtuiging dat levende organismen zich spontaan uit levenloze materie kunnen vormen. Deze overtuiging was gebaseerd op de waarneming dat vlooien ontstonden uit stof, bijen uit leeuwenkarkassen en muizen uit haverkorrels.
Spontane generatie werd voor het eerst voorgesteld door Aristoteles, die het werk van vroegere natuurfilosofen samenbracht en verder uitbreidde. Hij beweerde te zien dat insecten en zelfs kikkers spontaan uit modder en afval konden ontstaan. Voor bijna twee millennia bleef dit idee onder geleerden in zwang. Francesco Redi bewees met zijn experimenten met rottend vlees dat vliegjes niet uit het niets ontstaan, maar uit eitjes voortkomen. Spontane generatie werd definitief weerlegd door de experimenten van Louis Pasteur in 1859.

### Vitalisme
Vitalisme is de filosofie dat levensverschijnselen gestuurd worden door 'krachten' die inherent zijn aan het leven. Het vitalisme vond zijn oorsprong in de 17e eeuw en bleef populair tot het midden van de 19e eeuw. Verschillende filosofen waaronder Henri Bergson, Friedrich Nietzsche en Wilhelm Dilthey, anatomen als Xavier Bichat en chemici als Justus von Liebig hingen het vitalisme in meer of mindere mate aan. Vitalisme impliceerde het idee dat er een fundamenteel verschil was tussen organische en anorganische materie; organisch materiaal kon uitsluitend afkomstig zijn van levende wezens. Friedrich Wöhler, die door middel van een kunstmatig proces ureum uit anorganische materialen synthetiseerde, bewees dat deze aanname onjuist was.
In de jaren 1850 toonde Hermann von Helmholtz aan dat er bij spierbewegingen geen energie verloren gaat. Hij maakte daarmee duidelijk dat er dus geen "vitale krachten" nodig zijn om dit energieverlies aan te vullen. Na zijn ontdekking nam de wetenschappelijke interesse in vitalistische theorieën af. De filosofie bleef nog wel aanhang vinden in enkele pseudowetenschappelijke theorieën zoals homeopathie, waarin ziekten en aandoeningen beschouwd worden als verstoringen in een hypothetische vitale kracht of levenskracht.

## Indeling van het leven op Aarde
(Bio)systematiek is de biologische studie (leer van het leven) van de verscheidenheid van organismen op aarde, van de verwantschap tussen de organismen en de verklaring van het ontstaan van deze verscheidenheid. De vele organismen die men op Aarde vindt zijn onderverdeeld in groepen. De taxonomie is de biologische vakwetenschap die zich bezig houdt met het indelen van de bekende soorten organismen. In de 20e eeuw werden alle wetenschappelijk beschreven organismen ingedeeld in een van de zogenoemde "vijf rijken": bacteriën, schimmels, planten, dieren en protisten. Deze indeling is lang op de scholen onderwezen, ze gaf een globaal overzicht van de verscheidenheid aan levensvormen. De protisten vormden daarbij een zeer heterogene restgroep van organismen, waarvan het enige gemeenschappelijke kenmerk was dat ze eencellig zijn.
Deze taxonomische indeling berustte op globale verschillen in cellulaire organisatie. Door nieuwe evolutionaire inzichten worden alle bekende soorten organismen tegenwoordig in drie domeinen onderverdeeld: de eencellige Bacteria, de eveneens eencellige Archaea, en de Eukaryota, waartoe zowel een- als meercellige soorten organismen behoren. De domeinen Bacteria en Archaea zijn prokaryoot, wat wil zeggen dat hun cellen geen celkern hebben. Het domein van de eukaryoten, alle organismen waarvan de cel wel een celkern bevat, vervangt (en verenigt) de vier voormalige rijken van de schimmels, dieren, planten en de restgroep protisten. De eukaryoten worden verder onderverdeeld in vijf supergroepen. De schimmels en dieren komen samen met de amoeben in de eukaryote supergroep Unikonta ("één flagel"). De voormalige diverse restgroep van de protisten is nu verspreid over de overige vier eukaryote supergroepen, die gezamenlijk soms Bikonta ("twee flagellen") worden genoemd.
| Linnaeus (1735) 2 rijken | Haeckel (1894) 3 rijken | Whittaker (1969) 5 rijken | Woese (1977) 6 rijken | Woese (1990) 3 domeinen | Cavalier-Smith (1998) 2 domeinen en 6 rijken | Cavalier-Smith (1998) 2 domeinen en 6 rijken | Keeling (2004) 3 domeinen en 5 supergroepen | Keeling (2004) 3 domeinen en 5 supergroepen |
| ------------------------ | ----------------------- | ------------------------- | --------------------- | ----------------------- | -------------------------------------------- | -------------------------------------------- | ------------------------------------------- | ------------------------------------------- |
| Animalia                 | Animalia                | Animalia                  | Animalia              | Eucarya                 | Eukaryota                                    | Animalia                                     | Eukaryota                                   | Unikonta                                    |
| Vegetabilia              | Plantae                 | Fungi                     | Fungi                 | Eucarya                 | Eukaryota                                    | Fungi                                        | Eukaryota                                   | Excavata                                    |
| Vegetabilia              | Plantae                 | Plantae                   | Plantae               | Eucarya                 | Eukaryota                                    | Plantae                                      | Eukaryota                                   | Archaeplastida                              |
| Vegetabilia              | Plantae                 | Protista                  | Protista              | Eucarya                 | Eukaryota                                    | Chromista                                    | Eukaryota                                   | Chromalveolata                              |
| niet behandeld           | Protista                | Protista                  | Protista              | Eucarya                 | Eukaryota                                    | Protozoa                                     | Eukaryota                                   | Rhizaria                                    |
| niet behandeld           | Protista                | Monera                    | Archaebacteria        | Archaea                 | Prokaryota                                   | Bacteria                                     | Archaea                                     | Archaea                                     |
| niet behandeld           | Protista                | Monera                    | Eubacteria            | Bacteria                | Prokaryota                                   | Bacteria                                     | Bacteria                                    | Bacteria                                    |

Virussen, viroïden en prionen waren niet opgenomen in de voormalige vijf klassieke rijken, en komen ook niet voor in de nieuwe indeling, omdat ze niet tot het leven worden gerekend (niet als organisme worden beschouwd). Hoewel de onderlinge verwantschappen nog niet zijn opgehelderd, worden alle soorten virussen samen vaak gerekend tot een extra domein.

### De drie domeinen
Alle bekende soorten organismen op aarde worden ingedeeld bij een van de drie domeinen: de eukaryoten (een- of meercelligen met een celkern), de eencellige Bacteria (zonder celkern) en de eencellige Archaea (zonder celkern). De Bacteria en de Archaea worden samen  prokaryoten genoemd (eencelligen zonder celkern). Uiteindelijk ontstaat de volgende indeling: Bacteria, Archaea, Eukaryota. Deze indeling is voornamelijk gebaseerd op genetische gronden. De drie domeinen worden ieder verder onderverdeeld in verschillende rijken, bijvoorbeeld de eukaryoten in, onder andere, planten, schimmels en dieren. Als uiteindelijke gemeenschappelijke voorouder van alle organismen in de drie domeinen heeft men de hypothetische LUCA (last universal common ancestor) voorgesteld.
| - LUCA - Domein Eubacteria (Ehrenberg 1828) (→ prokaryoten, Monera) - - Domein Archaea (Woese et al. 1990) (→ prokaryoten, Monera) - Domein Eukaryota - Supergroep Unikonta (Cavalier-Smith 2002) - - Rijk Animalia (Linnaeus 1758) - Rijk Fungi (Linnaeus 1753) - Rijk Amoebozoae (Lühe 1913, em. Corliss 1984) (→ protisten) - Supergroep Excavata (Cavalier-Smith 2002) (→ protisten) - Rijk Euexcavatae (Holt & Iudica) - Rijk Discicristatae (Cavalier-Smith 2002) - Bikonta (Cavalier-Smith 2002) - Supergroep Chromalveolata (Adl et al. 2005) (→ protisten) - Rijk Hacrobiae (Cavalier-Smith 2010) - Harosa (Cavalier-Smith 2010) (SAR, RAS) - Rijk Rhizariae (Cavalier-Smith 1993) (Rhizaria) - - Rijk Alveolatae (Cavalier-Smith 1991) - Rijk Heterokontae (Cavalier-Smith 1986) (Stramenopiles) - Supergroep Archaeplastida (Adl et al. 2005) - Rijk Viridiplantae (Cavalier-Smith 1981) - Rijk Rhodoplantae (Saunders & Hommersand 2004) (→ protisten) |
| (→ behoort tot de ...) wordt ook gerekend tot een polyfyletische groep |

#### Bacteria
Bacteriën (Bacteria, Eubacteria) zijn prokaryotisch. Het zijn eenvoudig gebouwde, eencellige organismen zonder celkern met vrij in het cytoplasma liggend DNA, en ook andere organellen ontbreken. Het DNA van bacteriën bestaat meestal uit een enkel ringvormig chromosoom, vaak vergezeld van één of meerdere kleine plasmiden die aanvullende genetische informatie bevatten. Tot de bacteriën worden onder andere de blauwwieren gerekend. De bacteriën vormen een uiterst soortenrijke groep, en komen vrijwel overal op de wereld voor.
De bacteriën vormen de zustergroep van alle overige levende organismen.

#### Archaea
Ook de Archaea of oerbacteriën zijn prokaryoot, evenals de bacteriën. Archaea onderscheiden zich van de bacteriën doordat ze zich in extreme milieus kunnen handhaven: van uiterst zure en vulkanische, tot de permanent bevroren permafrost. Vanwege deze gehardheid werden de Archaea als de eerste organismen op aarde beschouwd.
De Archaea zijn de zustergroep van de Eukaryota, wat wil zeggen dat ze meer verwant zijn met Eukaryota dan met Bacteria.

#### Eukaryoten
Anders dan prokaryoten, hebben eukaryotische organismen (Eukaryota) cellen met een volledige celbouw, dat wil zeggen cellen met een celkern waarin het DNA in chromosomen is verpakt. 
Bij eukaryoten met geslachtelijke voortplanting is er in hun levenscyclus een fase met een enkel aantal (1n) chromosomen (haplofase) en, na de bevruchting, een fase met een dubbel aantal (2n) chromosomen (diplofase). Daarbij kan een levenscyclus zonder generatiewisseling voorkomen (bijvoorbeeld bij dieren), maar ook kan er een gecompliceerdere afwisseling van twee of drie generaties optreden (bijvoorbeeld bij veel algen en planten).
Naast een celkern hebben eukaryoten meestal andere organellen als het golgicomplex, het endoplasmatisch reticulum, mitochondriën, vacuoles en plastiden.
Tot de eukaryoten behoren dieren (zoals zoogdieren, insecten, kwallen), schimmels, algen en planten). In de meest recente taxonomische indeling bestaan de eukaryoten uit 4 (of 5 als de Rhizariae niet als rijk binnen de Chromalveolata maar als supergroep worden beschouwd) supergroepen die op gezamenlijk 11 stammen omvatten.

### Virussen en prionen
Volgens de meeste definities zijn virussen niet levend. Virussen hebben geen eigen metabolisme en kunnen zichzelf ook niet voortplanten. Ze hebben daar een gastheercel voor nodig. Virussen bestaan uit een stukje genetisch materiaal (dit kan RNA óf DNA zijn), omgeven door een eiwitmantel. Dit virusdeeltje komt een gastheercel binnen, valt binnen de cel uiteen, waarbij het virale genetisch materiaal vrijkomt. De gastheercel gaat vervolgens aan de hand van dit genetisch materiaal nieuw virusmateriaal maken. Vervolgens valt de cel uiteen (lysis), waarbij de nieuwe virusdeeltjes vrijkomen en weer volgende cellen infecteren.
Het zogenoemde Mimivirus heeft eigen genetisch materiaal dat codeert voor stofwisselings-eiwitten. In eerste instantie dacht men dan ook dat dit zeer grote virus (groter dan sommige bacteriën!) een kleine bacterie was. Maar ook dit virus heeft geen ribosomen en geen metabolisme. Het heeft ook een gastheercel nodig om voortgeplant te worden. Of een virus als levend beschouwd wordt of niet hangt dus vooral van de gehanteerde definitie af. De grens tussen leven en levenloos (b)lijkt niet helemaal scherp.
Prionen zijn eiwitten die geen eigen erfelijk materiaal bevatten; ze kunnen worden voortgeplant, maar kunnen niet als levensvorm worden beschouwd.

### De vijf rijken
De indeling van de vijf rijken is een van de oudere indelingen van het leven op Aarde. De ontwikkelingen in de systematiek van het leven gaan zeer snel. De indeling van de vijf rijken lijkt eenvoudig zichtbaar: zo is er met het blote oog duidelijk een verschil te zien tussen planten en dieren. Dit gaat echter niet op voor de 'protisten', een restgroep waarvan sommige (voorlopig) bij de schimmels, andere bij de dieren, weer andere bij de planten werden ondergebracht, en nog meer soorten in nieuwe eigen groepen.

#### Het rijk der bacteriën

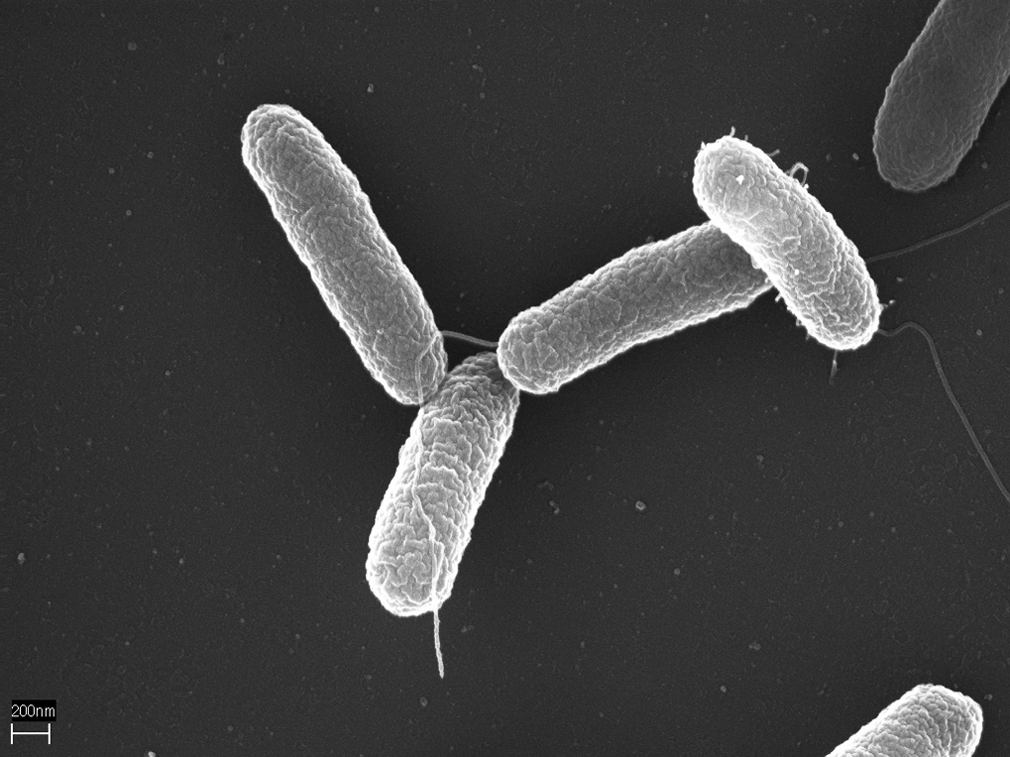
Bacteriën van het geslacht Salmonella

Er worden twee prokaryote domeinen onderscheiden, waarbij het gaat om de meest eenvoudig gebouwde levensvormen. Deze weinig verwante groepen, die in het verleden samen één rijk vormden, zijn de Bacteria en de Archaea. De Archaea zijn later als zelfstandig domein afgesplitst van de overige bacteriën.
De basiskenmerken van de bacteriën zijn als volgt:
- Bacteriën zijn gewoonlijk eencellige organismen.
- Bacteriën hebben een celwand.
- Bacteriën hebben geen duidelijke organellen:
  - ze hebben geen celkern noch kernmembraan, waardoor de chromosomen los in het cytoplasma voorkomen,
  - ze hebben meestal ringvormige chromosomen,
  - ze hebben geen plastiden,
  - ze hebben geen mitochondria.
- Blauwalgen, een stam binnen het domein van de Bacteria, hebben chlorofyl of bladgroen in het cytoplasma, waardoor ze in staat zijn tot fotosynthese. Blauwalgen kunnen meercellige kolonies vormen.
- Voortplanting gewoonlijk door binaire deling of knopvorming.

Ook zijn er bacteriën die zuurstof gebruiken voor assimilatie. Volgens de endosymbiosetheorie zijn deze bacteriën samen met de cyanobacteriën in een gewone bacterie opgenomen waardoor de eerste plantencellen zich vormden.

#### Het rijk der schimmels

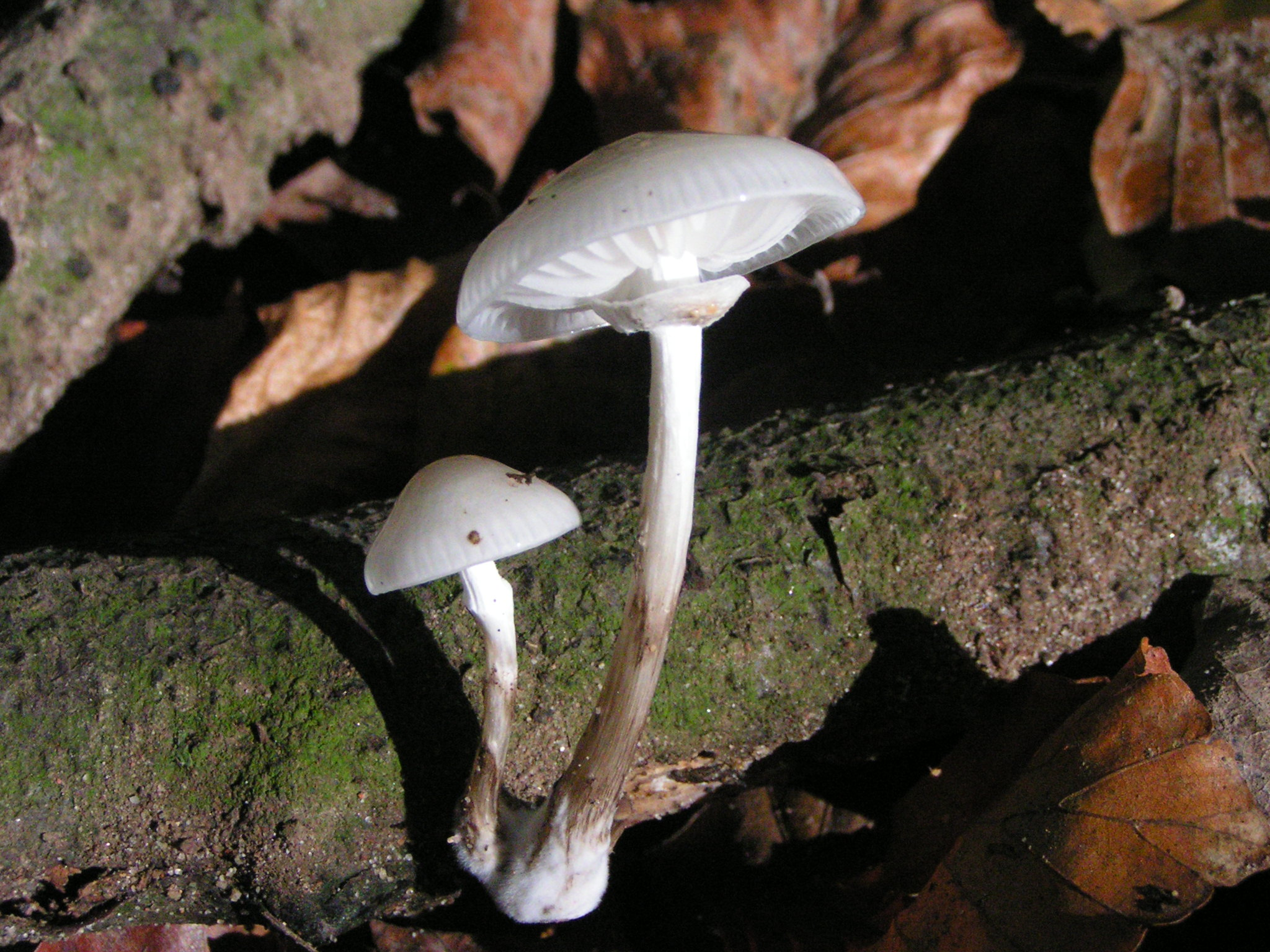
Een porseleinzwam

De schimmels (Fungi) vormen een rijk in de supergroep van de Unikonta, naast de dieren (Animalia) en de Amoebozoa. Schimmels zijn organismen die veelal eencellig zijn, maar meestal in lange schimmeldraden voorkomen. Paddenstoelen zijn de meercellige vruchtlichamen van bepaalde schimmels. Algemene kenmerken van schimmels zijn:
- Een celwand met als bouwstof chitine
- Een celkern (net als de dieren, planten en protisten)
- Een vacuole
- Veel organellen, maar géén plastiden, zoals chloroplasten. Schimmels doen niet aan fotosynthese

#### Het rijk der dieren

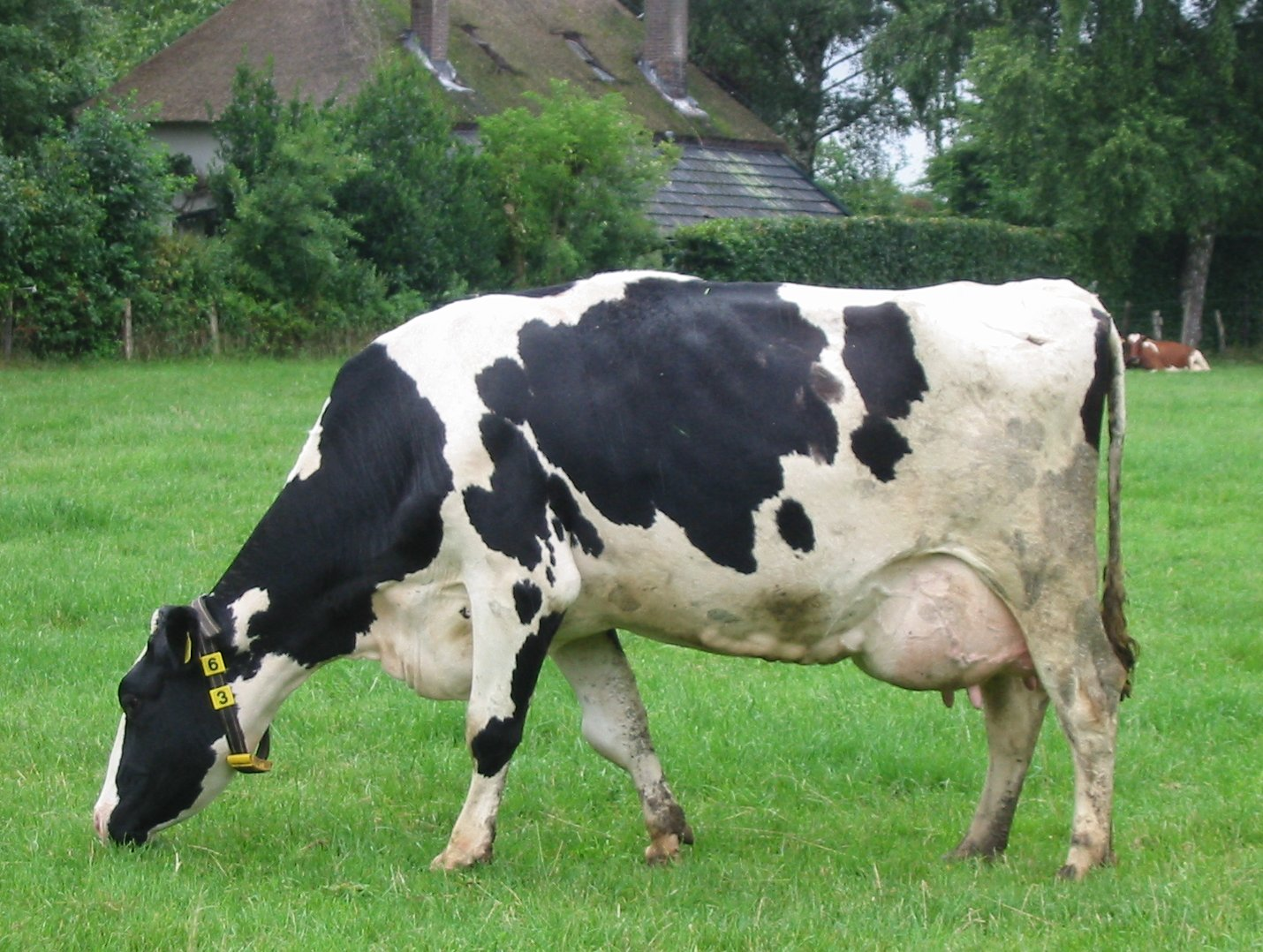
Een Nederlandse koe

De dieren (Animalia) vormen een rijk in de supergroep van de Unikonta, naast de schimmels (Fungi) en de Amoebozoa. De mens behoort tot het rijk der dieren. Dieren zijn heterotroof: ze kunnen hun voedingsstoffen niet zelf maken en moeten dus ander organisch materiaal opnemen (eten). De algemene kenmerken van dieren zijn:
- géén celwand
- een duidelijke celkern (net als de schimmels, planten en protisten)
- lysosomen (maar geen grote centrale vacuole)
- veel andere organellen (maar géén chloroplasten of andere plastiden. Elysia chlorotica (een groene zeeslak) en nauwe verwanten zijn voor zover bekend de enige dieren die aan fotosynthese doen)

#### Het rijk der planten

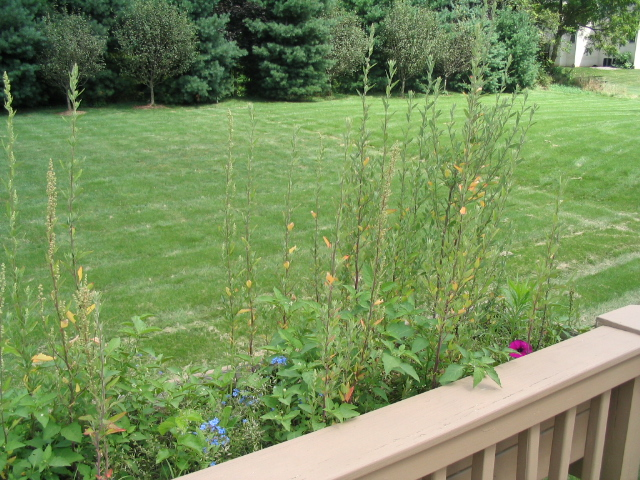
Een tuin met enkele plantensoorten

De inhoud van de groep planten is in de loop van de tijd sterk veranderd. Het rijk van de Plantae wordt tegenwoordig niet meer erkend. De Archaeplastida of Primoplantae (planten in wijdere zin, dus inclusief groenwieren en kranswieren) vormen geen 'rijk' maar een 'supergroep'. Dit kan men als de ruimste omgrenzing van de planten opvatten, maar ook wel zonder de verschillende groepen algen. De Archaeplastida zijn eencellig tot meercellig. Vrijwel alle planten maken hun eigen voedingsstoffen aan, door middel van fotosynthese en andere assimilatie-technieken. De algemene kenmerken van planten zijn de aanwezigheid van:
- Een celwand met als bouwstof cellulose
- Een duidelijke celkern (net als de dieren, schimmels en protisten)
- Meestal een grote vacuole in het midden van de cel
- Plastiden, waarvan de belangrijkste chloroplasten zijn; hierin vindt de fotosynthese plaats
- Veel andere organellen

#### De protisten
Het voormalige rijk van de Protista was een restverzameling van eukaryote soorten die niet goed pasten bij de vorige drie rijken. Deze eukaryoten hebben als gemeenschappelijk kenmerk dat ze eencellig zijn, maar verder is het een zeer heterogene groep. Tegenwoordig worden de protisten verdeeld over alle supergroepen.
- Eencellig
- Een duidelijke celkern (net als de dieren, schimmels en planten)
- Al of niet een celwand
- Al of niet een of meer vacuolen
- Al of niet plastiden, zoals chloroplasten
- Vaak veel andere organellen

## Oorsprong van het leven
De vraag naar de oorsprong van het leven kan op verschillende manieren benaderd worden.

### Meest recente gemeenschappelijke voorouder
De evolutietheorie leidt tot de hypothese dat alle levende en uitgestorven organismen een gemeenschappelijke voorouder moeten hebben. De 
LUCA (Last Universal Common Ancestor) is het hypothetische organisme dat de meest recente voorouder is van alle hedendaagse organismen. Hoewel virussen evolutie vertonen en verwant zijn met levende organismen worden ze niet als leven beschouwd maar wel verwant. In dit licht is LUCA de afkorting voor Last Universal Cellular Ancestor. De universele stamboom van het leven is waarschijnlijk niet universeel zonder de virussen.

### Abiogenese
Hoewel het moeilijk vast te stellen is hoe oud het leven op Aarde precies is, gaat de wetenschap ervan uit dat het leven ongeveer 3,7 miljard jaar geleden is ontstaan. In de hypothese van de abiogenese wordt verondersteld dat het leven op Aarde ontstaan is uit levenloos materiaal. Dit moet men niet verwarren met de spontane generatie-hypothese. De abiogenese zou miljoenen jaren geduurd hebben. Hierin zouden organische stoffen zich in de oersoep over verloop van vele miljoenen jaren hebben ontwikkeld tot primitieve cellen. Biomoleculen als DNA en RNA spelen een belangrijke rol in de abiogenese.
Een aantal waarnemingen ondersteunt de abiogenese-hypothese, waaronder:
1. Fosfolipiden vormen spontaan fosfolipide-dubbellagen, de basisstructuur van een celmembraan.
2. Willekeurige RNA-moleculen kunnen onder bepaalde condities ribozymen produceren, die een enzymatische functie hebben.

Het grootste probleem binnen de hypothese van de abiogenese is dat DNA niet spontaan kan worden gevormd. De synthese van DNA is een complex biologisch proces, dat nooit zonder de hulp van vele eiwitten zou kunnen verlopen. Er wordt daarom verondersteld dat DNA geëvolueerd is uit RNA (zie RNA-wereld).

### Panspermie
De hypothese van panspermie gaat ervan uit dat het leven niet op Aarde ontstaan is, maar meegebracht is door meteorieten of kometen uit de ruimte. Hypothetisch is het mogelijk dat bijvoorbeeld Mars of de maan Europa en de Aarde elkaar in het verleden besmet zouden hebben met leven; dat zou, indien aangetoond, de panspermie-theorie ondersteunen. Bacteriën en met name Archaea (zie verder) zijn overlevers bij uitstek. Veel bacteriën zijn taai genoeg om een reis door de ruimte voor vele jaren (in een soort winterslaap) te overleven, en inmiddels zijn er meerdere aardse organismen bekend die in de omstandigheden op Mars zouden kunnen overleven. Maar dan blijft het vooralsnog de vraag waar, wanneer en hoe het leven uit de ruimte ontstaan is.

## Filosofie en levensbeschouwing
De wetenschap (de biologie) onderzocht het leven op empirisch-fysicalistische manier, wat wil zeggen dat slechts onderzocht wordt wat waarneembaar is of waarvoor waarneembaar bewijs bestaat. Metafysische verklaringen van het ontstaan van het leven, zoals die in de tradities van alle godsdiensten voorkomen, zijn niet het terrein van de wetenschap. Naast deze religieuze tradities kan het leven ook op filosofische wijze benaderd worden. Menselijk leven wordt binnen de filosofie veelal gedefinieerd op grond van het geestelijke aspect.
Vrijwel alle religies en filosofische stromingen hebben een eigen kijk op het leven.

### Schepping
Volgens scheppingsverhalen is het leven ontworpen en gemaakt (geschapen) door een hogere macht. In de abrahamistische traditie (Jodendom, christendom en islam) wordt God gezien als schepper van het heelal en het leven. De schepping zou in zes al dan niet symbolische dagen zijn afgerond. De mens werd gemaakt naar Gods beeld en als heerser over de schepping.
In de oosterse traditie (hindoeïsme, boeddhisme, taoïsme, enz.) wordt leven als eeuwig beschouwd: elk levend wezen is een eeuwig deeltje van het goddelijke. Leven is volgens de oosterse religies niet geschapen, maar is eeuwig onderdeel van de absolute werkelijkheid.
Charles Darwin verklaarde de evolutie van het leven door natuurlijke selectie, waarbij het ingrijpen van een god of andere metafysische verschijnselen geen rol spelen. Metafysische verklaringen, zoals een schepping, hebben na Darwins werk halverwege de 19e eeuw geen plaats meer in de biologische wetenschap en het natuurwetenschappelijk onderwijs. Met name binnen christelijke en islamitische kringen worstelt men sindsdien met de vraag hoe de biologische wetenschap kan worden verenigd met de traditie. De meeste christelijke denominaties sluiten evolutie niet uit. Er zijn ook religieuze groepen die de evolutiebiologie geheel afwijzen. Een scheppingsverhaal in de plaats stellen van wetenschappelijke verklaringen wordt wel creationisme genoemd. Het combineren van religieuze opvattingen en wetenschappelijke verklaringen over het ontstaan en de ontwikkeling van leven wordt theïstisch evolutionisme genoemd.